# Linaria (botanica)
Linaria Mill., 1754 è un genere di piante erbacee o arbustive della famiglia delle Plantaginacee.

## Etimologia
Il nome del genere deriva da un vocabolo latino per il lino (linone) e si riferisce alla somiglianza delle foglie di alcune specie di questo genere a quelle della specie Linum usitatissimum. Il primo botanico a usare la denominazione Linaria è stato Joseph Pitton de Tournefort (Aix-en-Provence, 5 giugno 1656 – Parigi, 28 dicembre 1708).
Il nome scientifico è stato definito dal botanico scozzese Philip Miller (Chelsea, 1691 – Chelsea, 18 dicembre 1771) nella pubblicazione "The Gardeners Dictionary: containing the methods of cultivating and improving all sorts of trees, plants, and flowers, for the kitchen, fruit, and pleasure gardens, as also those which are used in medicine."  (Gard. Dict. Abr., ed. 4. del 1754).

## Descrizione

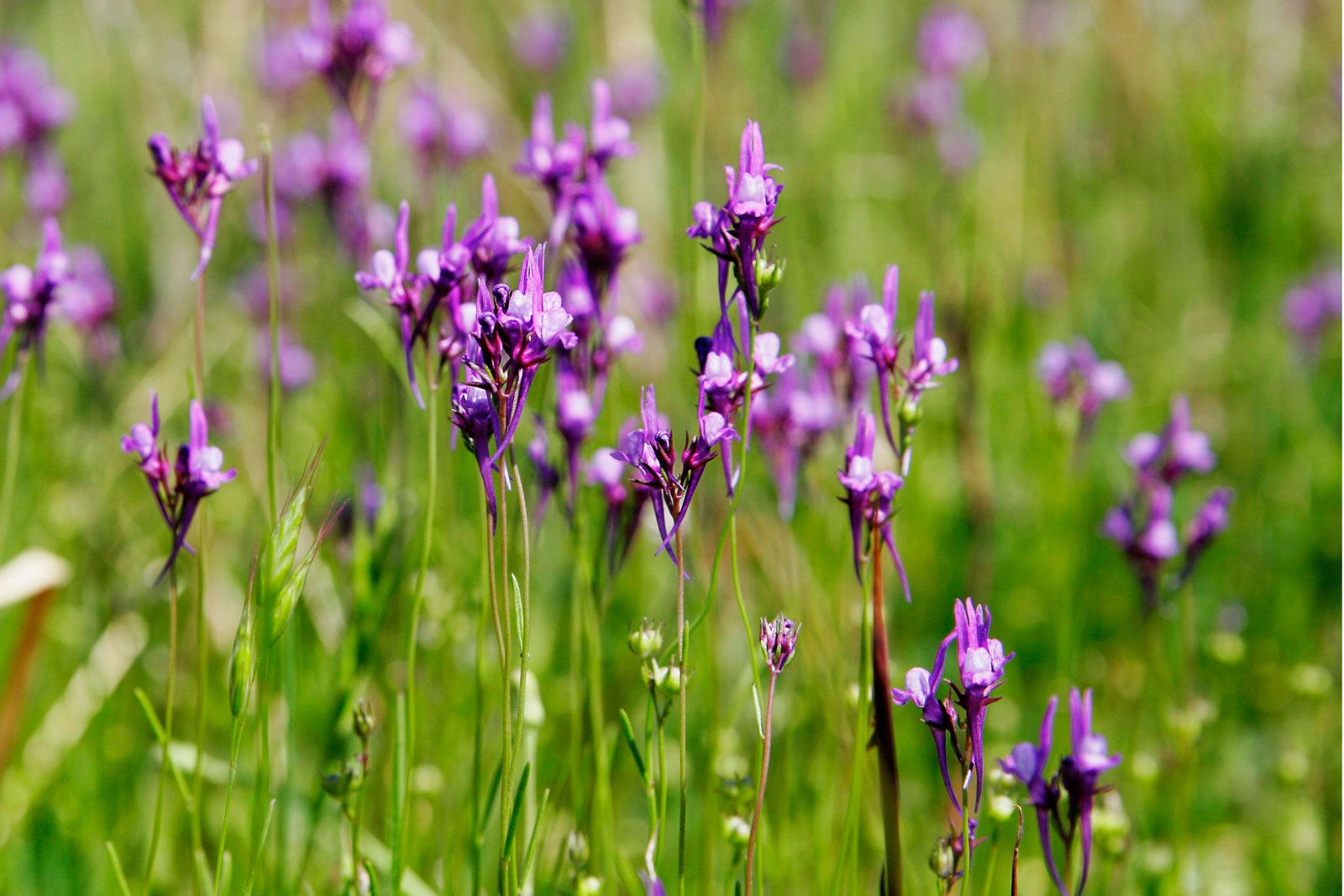
Il portamento
Linaria canadensis

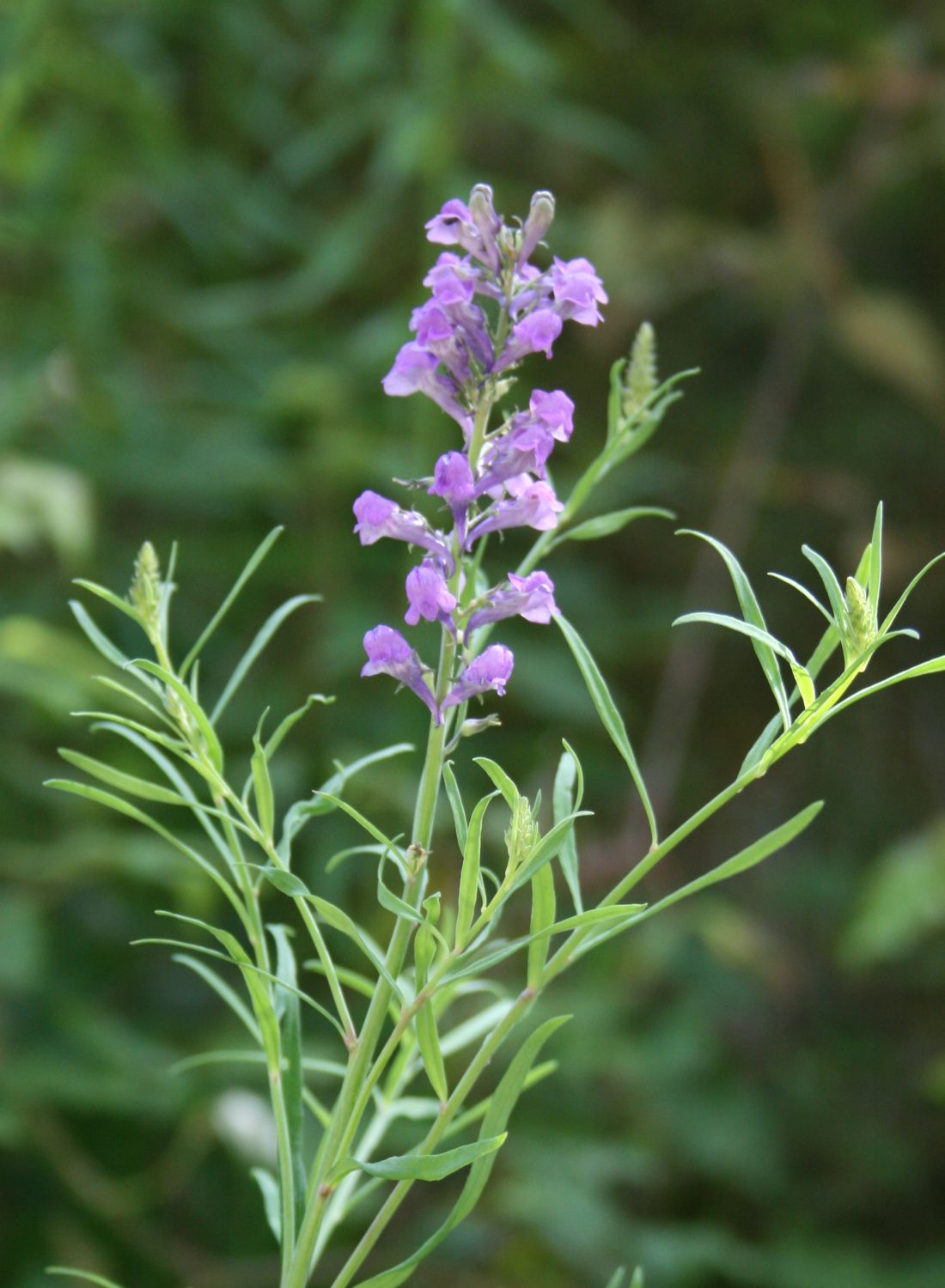
Le foglie
Linaria purpurea

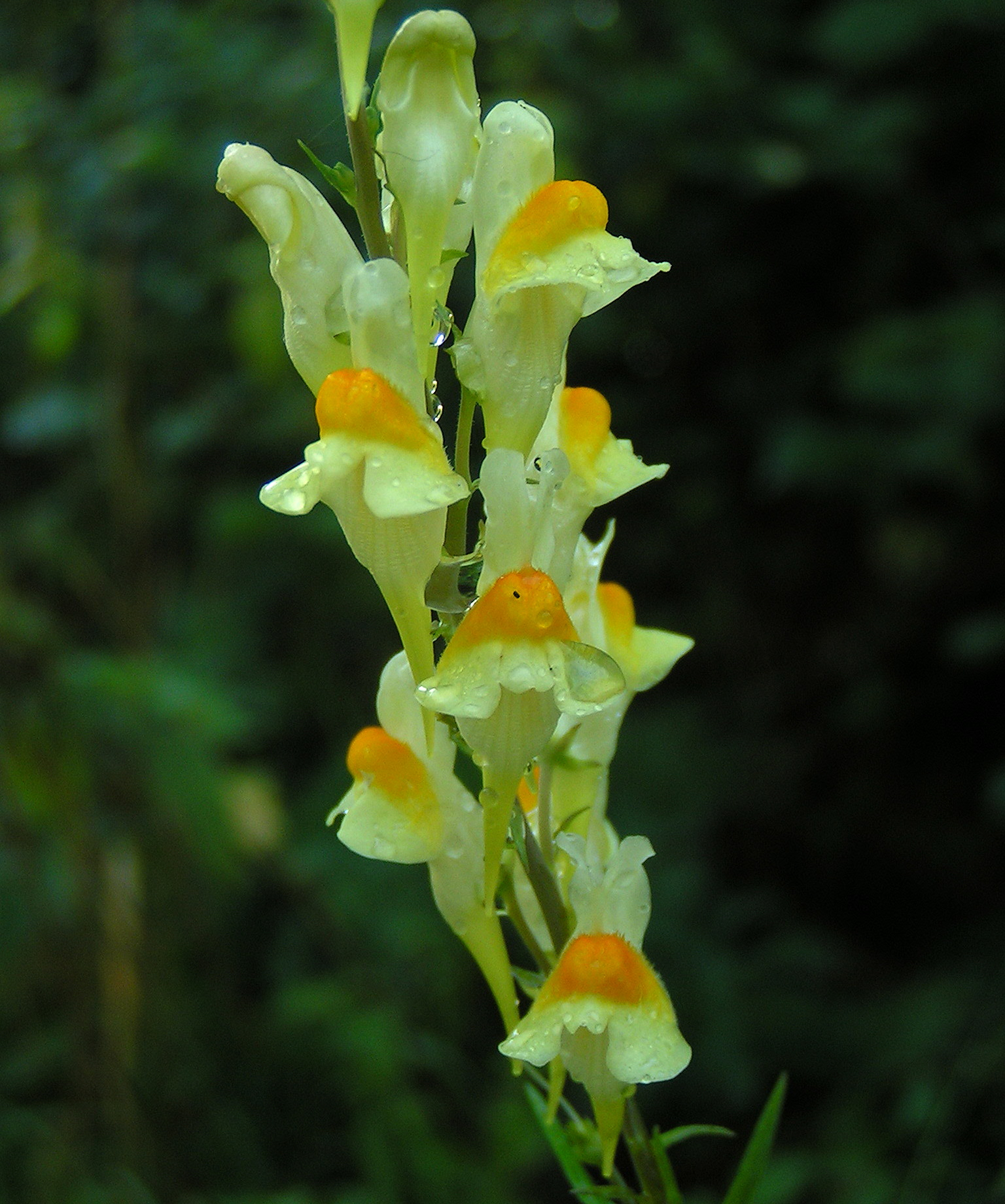
Infiorescenza
Linaria vulgaris

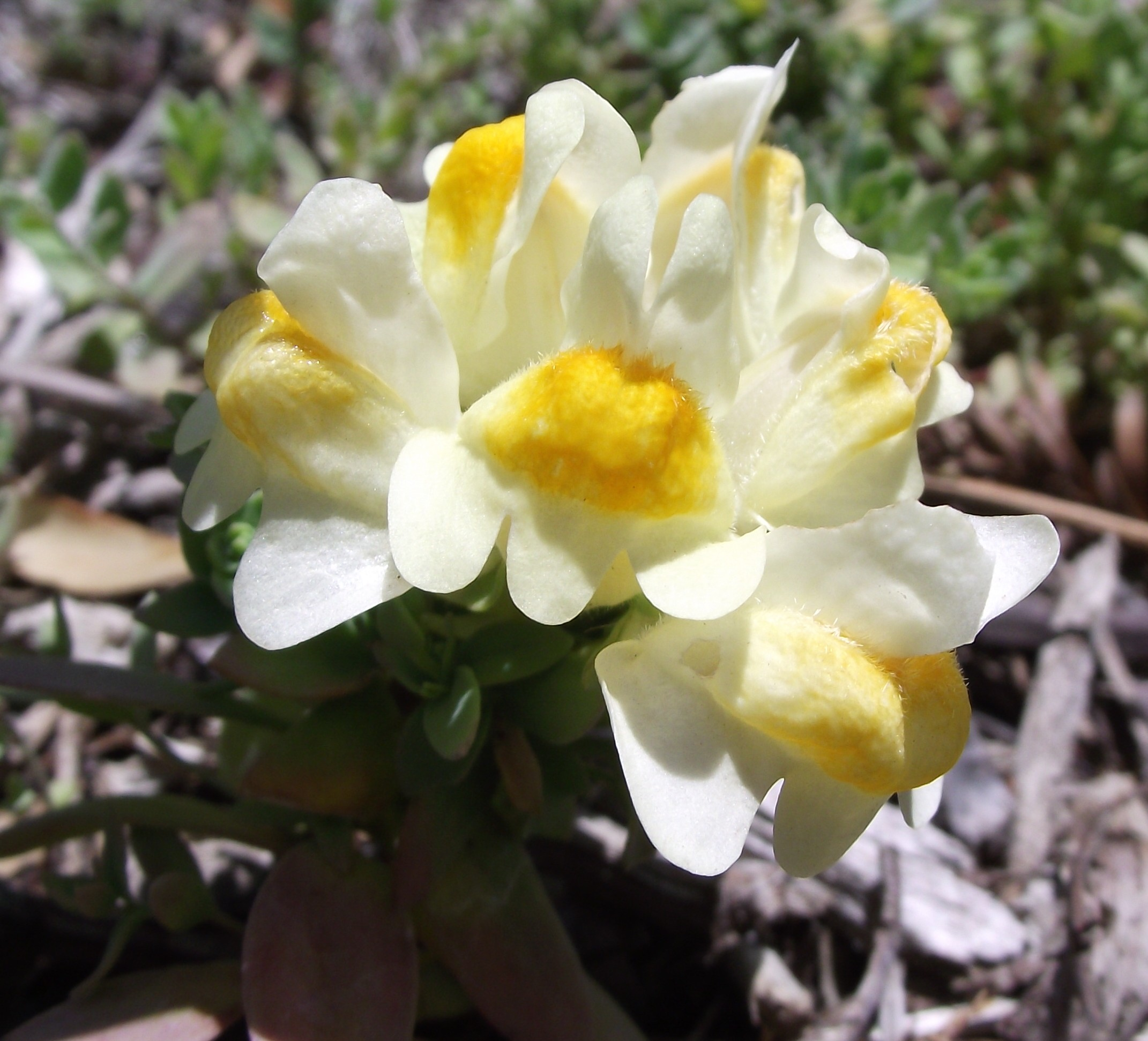
I fiori
Linaria japonica

Queste piante arrivano più o meno ad una altezza di 1 m. Le forme biologiche prevalenti sono emicriptofita scaposa (H scap) e terofita scaposa (T scap). Ossia nel primo caso sono piante erbacee, a ciclo biologico perenne, con gemme svernanti al livello del suolo e protette dalla lettiera o dalla neve; nel secondo caso sono piante erbacee che differiscono dalle altre forme biologiche poiché, essendo annuali, superano la stagione avversa sotto forma di seme. In entrambi i casi sono munite di asse fiorale eretto e spesso privo di foglie. L'indumento può essere glabro oppure da ghiandolare-pubescente a villoso.

### Radici
Le radici sono fittonanti o secondarie da rizoma.

### Fusto
- Parte ipogea: a volte è presente un rizoma strisciante.
- Parte epigea: la parte aerea del fusto è eretta e in genere ramosa. I fusti alla base possono essere lignificati. Sono presenti anche fusti con portamento reptante o suffruticoso.

### Foglie
Le foglie lungo il fusto, sessili o picciolate, sono numerose e disposte in modo alterno o opposto. Quelle basali (a volte anche quelle cauline) sono raggruppate in verticilli. La lamina in genere ha una forma da lineare a lanceolata stretta o ovoide con apice acuto. I bordi possono essere interi, lobati o dentati. La nervatura è uninervia, palminervia o penninervia.

### Infiorescenza
Le infiorescenze sono dei densi racemi (anche spighe) allungati. Il rachide (l'asse fiorale) è glabro oppure con peli ghiandolari. I fiori sono peduncolati o sessili. Nell'infiorescenza possono essere presenti delle piccole brattee fogliacee con forme da lineari a strettamente lanceolate.

### Fiori
I fiori sono ermafroditi, zigomorfi e tetraciclici (ossia formati da 4 verticilli: calice– corolla – androceo – gineceo) e tetrameri (i verticilli del perianzio hanno 4 elementi).
- Formula fiorale:

X o * K (4-5), [C (4) o (2+3), A 2+2 o 2], G (2), capsula.
- Il calice, tuboloso-campanulato, più o meno attinomorfo e gamosepalo, è formato da cinque profonde lacinie subuguali. A volte il lobo adassiale è più grande (o più corto).
- La corolla, gamopetala e tubolare è del tipo bilabiato, ed è completamente chiusa da un rigonfiamento del labbro superiore (corolla personata). Inoltre uno sperone curvo o diritto è presente all'altezza delle fauci della gola della corolla in posizione abassiale. In particolare il labbro posteriore (superiore) è eretto ed è formato da due petali con apici acuti, l'anteriore (inferiore) da tre petali riflessi. All'altezza della gola può essere presente una pubescenza tipicamente arancione. Il colore della corolla è giallo, malva, blu o violetto (raramente bianco).
- L'androceo è formato da 4 stami didinami tutti fertili. I filamenti sono adnati alla base della corolla e sono inclusi o poco sporgenti. Le antere sono formate da due teche distinte e divaricate e possono formare una struttura simile ad un anello. La deiscenza è longitudinale attraverso due fessure. I granuli pollinici sono tricolpoporati. Il nettare si trova nello sperone e può essere raggiunto solamente dagli insetti che riescono a entrare nelle fauci chiuse dal rigonfiamento del labbro superiore.
- Il gineceo è bicarpellare (sincarpico - formato dall'unione di due carpelli connati). L'ovario è supero con placentazione assile e forma da ovoidi a subglobose. Gli ovuli per loculo sono numerosi, hanno un solo tegumento e sono tenuinucellati (con la nocella, stadio primordiale dell'ovulo, ridotta a poche cellule).[12] Lo stilo ha uno stigma capitato più o meno intero.

### Frutti
Il frutto è una capsula da ovoidale a globosa. I semi, numerosi, sono di due tipi: (1) hanno delle forme appiattite (sono dei discoidi con un'ala membranosa); (2) la forma è irregolarmente ellissoide con superficie rugosa o reticolata. Al momento della maturazione i semi fuoriescono da due fori (pori o opercoli) che si aprono nella parte superiore del frutto (capsula porocida).

## Biologia
Le specie di questo raggruppamento si riproducono per impollinazione tramite insetti quali imenotteri, lepidotteri o ditteri (impollinazione entomogama) ovvero tramite il vento (impollinazione anemogama)..
La dispersione dei semi avviene inizialmente a causa del vento (dispersione anemocora); una volta caduti a terra sono dispersi soprattutto da insetti tipo formiche (mirmecoria).

## Distribuzione e habitat
La distribuzione delle specie di questo genere è relativa all'areale compreso dal Mediterraneo (Europa, Anatolia, Asia mediterranea, Africa settentrionale) fino all'Asia centrale (alcune specie sono presenti anche nel Nord America).
Solamente 11 delle due dozzine di specie presenti sul territorio italiano si trovano anche sulle Alpi. La tabella seguente mette in evidenza alcuni dati relativi all'habitat, al substrato e alla distribuzione delle specie alpine.
| Specie | Comunità vegetali | Piani vegetazionali         | Substrato  | pH     | Livello trofico | H2O   | Ambiente    | Zona alpina                           |
| --- | ----------------- | --------------------------- | ---------- | ------ | --------------- | ----- | ----------- | ------------------------------------- |
| Linaria alpina | 3                 | nivale alpino               | Ca - Si    | neutro | basso           | umido | C3          | tutto l'arco alpino                   |
| Linaria angustissima | 9                 | montano collinare           | Ca - Si    | neutro | medio           | arido | F2          | tutto l'arco alpino con discontinuità |
| Linaria arvensis | 2                 | collinare                   | Si         | acido  | alto            | medio | B1 B2       | CN TO                                 |
| Linaria chalepensis | 2                 | collinare                   | Ca - Ca/Si | neutro | medio           | secco | B1          | IM SV                                 |
| Linaria genistifolia | 9                 | collinare                   | Ca         | basico | basso           | arido | F2          | CN TO                                 |
| Linaria pelisseriana | 4                 | collinare                   | Si         | acido  | medio           | arido | B1 C1 F1 G3 | CN                                    |
| Linaria repens | 3                 | subalpino montano collinare | Ca - Si    | neutro | basso           | secco | B2 C3       | CN TO                                 |
| Linaria supina | 3                 | subalpino montano collinare | Ca - Ca/Si | basico | basso           | secco | C3          | IM CN TO                              |
| Linaria simplex | 4                 | collinare                   | Si         | acido  | alto            | medio | B1 B2       | CN AO NO                              |
| Linaria tonzigii | 3                 | alpino subalpino            | Ca         | basico | basso           | secco | C3          | BG BS                                 |
| Linaria vulgaris | 5                 | montano collinare           | Ca - Si    | neutro | medio           | secco | B1 B2       | tutto l'arco alpino                   |
| Legenda e note alla tabella. Substrato: con “Ca/Si” si intendono rocce di carattere intermedio (calcari silicei e simili). Zona alpina: vengono prese in considerazione solo le zone alpine del territorio italiano (sono indicate le sigle delle province). Comunità vegetali: 2 = comunità terofitiche pioniere nitrofile; 3 = comunità delle fessure, delle rupi e dei ghiaioni; 4 = comunità pioniere a terofite e succulente; 5 = comunità perenni nitrofile; 9 = comunità a emicriptofite e camefite delle praterie rase magre secche. Ambienti: B1 = campi, colture e incolti; B2 = ambienti ruderali, scarpate; C1 = ambienti sabbiosi, affioramenti rocciosi; C3 = ghiaioni, morene e pietraie; F1 = praterie rase xerofile mediterranee; F2 = praterie rase, prati e pascoli dal piano collinare al subalpino; G3 = macchie basse. |                   |                             |            |        |                 |       |             |                                       |

## Tassonomia
La famiglia Plantaginaceae comprende 12 tribù, 105 generi e oltre 1 800 specie. Linaria appartiene alla tribù Antirrhineae e si compone di quasi 200 specie.
Il numero cromosomico delle specie del genere è: 2n = 12 e 24.

### Filogenesi

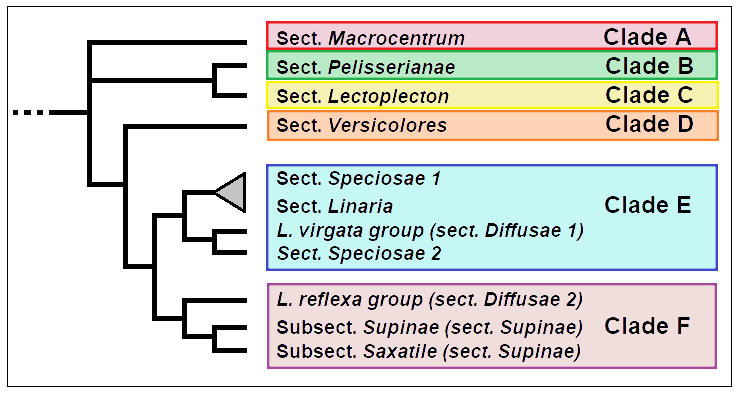
Cladogramma del genere

Inizialmente le specie di questo gruppo furono descritte da Linneo all'interno degli Antirrini. Successivamente il botanico francese René Louiche Desfontaines (Tremblay, 14 febbraio 1750 – Parigi, 16 novembre 1831) separò queste piante in due gruppi (generi) distinti. Infine un altro botanico francese, Philip Miller, perfezionò definitivamente il genere; ed è quindi a quest'ultimo che si deve la creazione moderna del genere Linaria.
Tradizionalmente le due dozzine di specie della flora spontanea italiana venivano suddivise in quattro sezioni:
le foglie sono più o meno picciolate; i fiori sono solitari ascellari;
- Cymbalaria: le foglie sono del tipo palminervie, lungamente picciolate e quasi sempre lobate. (Questo gruppo attualmente fa parte del genere Cymbalaria)
- Elatinoides: le foglie sono del tipo penninervie, brevemente picciolate e intere, dentate o astate. (Questo gruppo attualmente fa parte del genere Kickxia)

le foglie sono sessili e penninervie; i fiori sono raccolti in racemi terminali;
- Linariastrum: le infiorescenze sono formate da racemi nudi; le fauci della corolla sono interamente ostruite dal palato prominente. (La maggior parte delle specie spontanee italiane appartengono a questa sezione)
- Chaenarrhinum: le infiorescenze sono formate da racemi fogliosi; le fauci della corolla sono in parte aperte. (Questo gruppo attualmente fa parte del genere Chaenorrhinum)

Il genere Linaria fino a poco tempo fa era circoscritto alla famiglia Veronicaceae o Scrophulariaceae a seconda dei vari Autori. L'attuale posizione tassonomica (famiglia delle Plantaginaceae) è stata realizzata con i nuovi sistemi di classificazione filogenetica (classificazione APG).
Classificazioni più recenti, in base alle ultime ricerche di tipo filogenetico, suddividono le specie del genere Linaria nei 6 seguenti cladi:
- Clade A: contiene la sect. Macrocentrum D.A. Sutton (sezione monofiletica) con 2 specie e distribuzione mediterranea. Caratteri distintivi: il ciclo riproduttivo è annuale; il lobo adassiale del calice è ridotto; il palato della corolla non è prominente; lo stigma è intero; i semi hanno una forma più o meno ellissoide e sono privi di ali. Specie italiane: L. chalepensis.

- Clade B: contiene la sect. Pelisserianae Valdes (sezione monofiletica) con 2 specie e distribuzione mediterranea. Caratteri distintivi: il ciclo riproduttivo è annuale o perenne; il palato della corolla è prominente; lo stigma è intero; i semi hanno una forma discoide dorsoventralmente compressa e sono provvisti di ali. Specie italiane: L. pelisseriana.

- Clade C: contiene la sect. Lectoplecton Pennell (ex. genere Nuttallanthus D.A. Sutton recentemente descritto all'interno del genere Linaria) con 4 specie e distribuzione americana. Caratteri distintivi: il ciclo riproduttivo è annuale o bienne; il palato della corolla è debolmente prominente; lo stigma è intero; i semi hanno una forma più o meno ellissoide e sono privi di ali.

I due cladi B e C formano un "gruppo fratello", mentre i primi tre cladi (A,B e C) rappresentano, a un punto di vista filogenetico, la parte "basale" del genere e sono un "gruppo fratello" del resto del genere.
- Clade D: contiene la sect. Versicolores (Benth.) Wettst. (sezione monofiletica) con 2 sottosezioni:

Subsect. Versicolores con 19 specie e distribuzione mediterranea. Caratteri distintivi: il ciclo riproduttivo è annuale o perenne; il palato della corolla è prominente o debolmente prominente; lo stigma è diviso; i semi hanno una forma più o meno ellissoide e sono privi di ali. Specie italiane: L. viscosa e L. multicaulis.
Subsect. Elegantes (Viano) D.A. Sutton con 2 specie e distribuzione relativa alla penisola Iberica. Caratteri distintivi: il ciclo riproduttivo è annuale; il palato della corolla è debolmente prominente; lo stigma è smarginato; i semi hanno una forma più o meno ellissoide e sono privi di ali.
I due cladi D e F formano un "gruppo fratello".
- Clade E: contiene le seguenti sezioni con le varie specie confuse:

Sect. Linaria (sezione non monofiletica) con 45 specie con distribuzione eurasiatica. Caratteri distintivi: il ciclo riproduttivo è perenne; il palato della corolla è prominente; lo stigma è intero; i semi hanno una forma discoide lateralmente compressa e sono provvisti di ali. Specie italiane: L. angustissima, L. vulgaris.
Sect. Speciosae (Benth.) Wettst. (sezione non monofiletica) con 19 specie con distribuzione mediterranea. Caratteri distintivi: il ciclo riproduttivo è perenne; il palato della corolla è prominente; lo stigma è intero; i semi hanno una forma più o meno ellissoide e sono privi di ali. Specie italiane: L. dalmatica, L. genistifolia, L. peloponnesiaca, L. repens, L. capraia e L. purpurea.
Sect. Diffusae (Benth.) Wettst. (sezione non monofiletica) con alcune delle specie 17 specie (L. virgata group) assegnate tradizionalmente a questa sezione con distribuzione mediterranea. Caratteri distintivi: il ciclo riproduttivo è perenne o annuale; il palato della corolla è prominente; lo stigma è intero; i semi hanno una forma più o meno ellissoide e sono privi di ali. Specie italiane: L.flava e L. triphylla.
- Clade F: contiene le seguenti sezioni con le varie specie più o meno confuse:

Sect. Supinae (Benth.) Wettst.  (sezione non monofiletica) con tre sottosezioni:
Subsect. Supinae con 32 specie e con distribuzione mediterranea. Caratteri distintivi: il ciclo riproduttivo è perenne o annuale; il palato della corolla è prominente; lo stigma è intero; i semi hanno una forma discoide lateralmente compressa e sono provvisti di ali o di creste marginali. Specie italiane: L. supina, L.arvensis, L. simplex e L. micrantha.
Subsect. Saxatile Valdes con 11 specie con distribuzione mediterranea. Caratteri distintivi: il ciclo riproduttivo è perenne o annuale; il palato della corolla è prominente; lo stigma è intero; i semi hanno una forma più o meno ellissoide e sono privi (o provvisti) di ali oppure hanno delle creste marginali. Specie italiane: L. alpina.
Subsect. Trimerocalyx (Murb.) D.A. Sutton (recentemente descritto all'interno del genere Linaria)
Sect. Diffusae (Benth.) Wettst.  (sezione non monofiletica) con alcune delle specie 17 specie (L. reflexa group) assegnate tradizionalmente a questa sezione con distribuzione mediterranea. Caratteri distintivi: il ciclo riproduttivo è perenne o annuale; il palato della corolla è prominente; lo stigma è intero; i semi hanno una forma più o meno ellissoide e sono privi di ali. Specie italiane: L. laxiflora e L. reflexa
Note: l'indicazione delle varie specie italiane distribuite nelle varie sezioni può non essere completa.
All'interno della tribù Antirrhineae il genere Linaria occupa, da un punto di vista filogenetico, una posizione basale insieme al gruppo Anarrhinum.
Il cladogramma a lato, tratto dallo studio citato e semplificato, dimostra l'attuale conoscenza della struttura filogenetica del genere.

### Specie della flora italiana
Per meglio comprendere ed individuare le varie specie del genere (solamente per le specie spontanee della flora italiana) l’elenco seguente utilizza in parte il sistema delle chiavi analitiche (vengono cioè indicate solamente quelle caratteristiche utili a distingue una specie dall'altra).
- Gruppo 1A: il colore della corolla è giallo;

- Gruppo 2A: il portamento del fusto è prostrato o striscia sul terreno;

- Gruppo 3A: alla fruttificazione i peduncoli fiorali sono ripiegati a semicerchio;

- Linaria reflexa (L.) Desf., 1798 - Linajola riflessa: la pianta arriva ad una altezza di 8 - 15 cm; il ciclo biologico è annuo; la forma biologica è terofita reptante (T rept); il tipo corologico è Sud Ovest Mediterraneo; l'habitat tipico per questa pianta sono i muri, gli incolti, gli orti, le vigne e i bordi delle strade; in Italia è una specie comune e si trova al Sud (isole comprese) fino ad una altitudine di 700 m s.l.m..

- Gruppo 3B: alla fruttificazione i peduncoli fiorali sono diritti o più o meno eretti;

- Gruppo 4A: l'infiorescenza è glabra; lo sperone è minore di 7 mm;

- Linaria flava (Poir.) Desf., 1798 - Linajola sardo-corsa: la pianta arriva ad una altezza di 5 - 15 cm; il ciclo biologico è annuo; la forma biologica è terofita scaposa (T scap); il tipo corologico è Sud Ovest Mediterraneo; l'habitat tipico per questa pianta sono le spiagge marittime e i litorali; in Italia è una specie rara e si trova solamente in Sardegna (vegeta al livello del mare).

- Gruppo 4B: l'infiorescenza è ricoperta da peli semplici o ghiandolari; lo sperone è lungo 8 - 15 mm;

- Linaria supina (L.) Chaz., 1789 - Linajola dei serpentini: le foglie hanno delle forme lineari e sono larghe 1 mm; i semi sono alati. La pianta arriva ad una altezza di 5 - 15 cm; il ciclo biologico è perenne; la forma biologica è camefita suffruticosa (Ch suffr); il tipo corologico è Subatlantico; l'habitat tipico per questa pianta sono le pietraie e i macereti su serpentino; in Italia è una specie rara e si trova al Nord-Ovest fino ad una altitudine compresa tra 300 e 1.000 m s.l.m..
- Linaria tongizii Lona, 1949 - Linajola bergamasca: le foglie hanno delle forme lanceolate e sono larghe 4 - 8 mm; i semi non sono alati. La pianta arriva ad una altezza di 6 - 10 cm; il ciclo biologico è perenne; la forma biologica è camefita suffruticosa (Ch suffr); il tipo corologico è Endemico; l'habitat tipico per questa pianta sono le pietraie e i ghiaioni su substrato calcareo; in Italia è una specie molto rara e si trova al Nord fino ad una altitudine compresa tra 1.600 e 2.400 m s.l.m..

- Gruppo 2B: il portamento del fusto è eretto;

- Gruppo 5A: l'asse dell'infiorescenza è glabro;

- Gruppo 6A: il ciclo biologico delle piante è annuo;

- Linaria flava (Poir.) Desf., 1798 - Linajola sardo-corsa: le foglie inferiori sono disposte in modo opposto, quelle superiori sono disposte in modo alterno; la corolla è lunga 10 - 14 mm. (vedi Gruppo 4A)
- Linaria triphylla (L.) Mill., 1768 - Linajola trifogliata: le foglie lungo il fusto sono disposte in modo verticillato a 3; la corolla è lunga 16 - 18 mm (fino a 30 mm). La pianta arriva ad una altezza di 3 - 5 dm; il ciclo biologico è annuo; la forma biologica è terofita scaposa (T scap); il tipo corologico è Ovest Mediterraneo (Steno-Mediterraneo); l'habitat tipico per questa pianta sono le aree coltivate e i pascoli aridi; in Italia è una specie comune e si trova soprattutto lungo le coste del mare Tirreno fino ad una altitudine di 300 m s.l.m..

- Gruppo 6B: il ciclo biologico delle piante è perenne:

- Gruppo 7A: la larghezza massima delle foglie è generalmente alla base; i semi sono lunghi 1 - 1,2 mm e sono quasi privi di ali;

- Linaria genistifolia (L.) Mill., 1768 - Linajola a foglie di ginestra: le foglie sono da 4 a 12 volte più lunghe che larghe; la corolla è lunga 15 - 20 mm. La pianta arriva ad una altezza di 3 - 10 dm; il ciclo biologico è perenne; la forma biologica è emicriptofita scaposa (H scap); il tipo corologico è Sud Est Europeo - Sud Siberiano; l'habitat tipico per questa pianta sono i prati aridi; in Italia è una specie molto rara e si trova solamente al Nord fino ad una altitudine compresa tra 400 e 1.000 m s.l.m..
- Linaria dalmatica (L.) Mill., 1768 - Linajola di Dalmazia: le foglie sono da 2 a 4 volte più lunghe che larghe; la corolla è lunga 27 - 37 mm. La pianta arriva ad una altezza di 3 - 10 dm; il ciclo biologico è perenne; la forma biologica è emicriptofita scaposa (H scap); il tipo corologico è Orofita - Nord Est Mediterraneo; l'habitat tipico per questa pianta sono le rupi e le pietraie; in Italia è una specie molto rara e si trova solamente al Sud fino ad una altitudine compresa tra 300 e 1.000 m s.l.m..

- Gruppo 7B: la larghezza massima delle foglie si trova generalmente verso l'apice; i semi sono lunghi 2 - 3 mm con una ala larga 0,5 - 1 mm;

- Linaria vulgaris Mill., 1768 - Linajola comune: la corolla è lunga 25 - 30 mm; lo sperone è minore del resto della corolla. La pianta arriva ad una altezza di 3 - 8 dm; il ciclo biologico è perenne; la forma biologica è emicriptofita scaposa (H scap); il tipo corologico è Eurasiatico; l'habitat tipico per questa pianta sono gli incolti, i ruderi, le macerie e le massicciate; in Italia è una specie comune e si trova solamente nel continente fino ad una altitudine di 1.500 m s.l.m..
- Linaria angustissima (Loisel.) Borbás, 1900 - Linajola italica: la corolla è lunga 15 - 20 mm; lo sperone è maggiore del resto della corolla. La pianta arriva ad una altezza di 3 - 7 dm; il ciclo biologico è perenne; la forma biologica è emicriptofita scaposa (H scap); il tipo corologico è Orofita - Sud Est Europeo - Substeppica; l'habitat tipico per questa pianta sono gli incolti aridi; in Italia è una specie rara e si trova solamente al Nord fino ad una altitudine di 2.200 m s.l.m..

- Gruppo 5B: l'asse dell'infiorescenza è ricoperto di peli ghiandolari;

- Gruppo 8A: il ciclo biologico delle piante è (più o meno) annuo;

- Linaria viscosa (L.) Dum.Cours., 1802 - Linajola siciliana: la corolla è lunga 15 - 30 mm; i semi sono privi di ali. La pianta arriva ad una altezza di 3 - 7 dm; il ciclo biologico è perenne; la forma biologica è emicriptofita scaposa (H scap); il tipo corologico è Orofita - Sud Ovest Mediterraneo; l'habitat tipico per questa pianta sono gli incolti e i pascoli aridi; in Italia è una specie comune e si trova solamente in Sicilia (e in Calabria) fino ad una altitudine di 1.700 m s.l.m..
- Linaria simplex Desf., 1804 - Linajola piccola: la corolla è lunga 5 - 9 mm; i semi sono appiattiti e alati. La pianta arriva ad una altezza di 3 - 7 dm; il ciclo biologico è annuo; la forma biologica è terofita scaposa (T scap); il tipo corologico è Euri-Mediterraneo; l'habitat tipico per questa pianta sono gli incolti aridi e i pascoli; in Italia è una specie comune e si trova ovunque fino ad una altitudine di 1.000 m s.l.m..

- Gruppo 8B: il ciclo biologico delle piante è perenne;

- Gruppo 9A: i peduncoli fiorali sono lunghi 1 mm; la capsula è lunga 4 mm; i semi sono privi di ali;

- Linaria viscosa (L.) Dum.Cours., 1802 - Linajola siciliana: i peduncoli dei fiori sono lunghi 2 - 4 mm. (vedi Gruppo 8A)
- Linaria peloponnesiaca Boiss. & Heldr., 1856: i fiori sono subsessili. La pianta arriva ad una altezza di 3 - 7 dm; il ciclo biologico è perenne; la forma biologica è emicriptofita scaposa (H scap); il tipo corologico è Nord Est Mediterraneo; in Italia è una specie segnalata (ma da verificare) in Sicilia.

- Gruppo 9A: i peduncoli fiorali sono lunghi 2 - 8 mm; la capsula è lunga 5 - 11 mm; i semi sono alati;

- Linaria vulgaris Mill., 1768 - Linajola comune. (vedi Gruppo 7B)

- Gruppo 1B: il colore della corolla è diverso dal colore giallo;

- Gruppo 10A: le foglie sono difformi: quelle dei fusti fioriferi (portamento eretto) hanno delle forme lineari; quelle dei fusti sterili (portamento strisciante) sono più o meno ellittiche;

- Gruppo 11A: i fiori sono distanziati; la corolla è colorata di bianco; i semi sono privi di ali;

- Linaria chalepensis (L.) Mill., 1768 - Linajola di Aleppo: la pianta arriva ad una altezza di 15 - 40 cm; il ciclo biologico è annuo; la forma biologica è terofita scaposa (T scap); il tipo corologico è Steno-Mediterraneo - Orientale; l'habitat tipico per questa pianta sono le garighe e i pascoli aridi; in Italia è una specie rara e si trova ovunque fino ad una altitudine di 1.000 m s.l.m..

- Gruppo 11B: i fiori sono contigui e addensati; la corolla è colorata di violaceo-purpureo;

- Linaria purpurea (L.) Mill., 1768: i semi sono privi di ali. La pianta arriva ad una altezza di 3 - 7 dm; il ciclo biologico è perenne; la forma biologica è emicriptofita scaposa (H scap); il tipo corologico è Endemico; l'habitat tipico per questa pianta sono gli incolti, le rupi e le pietraie; in Italia è una specie comune e si trova al Centro e al Sud fino ad una altitudine di 1.900 m s.l.m..
- Linaria pelisseriana (L.) Mill., 1768 - Linajola di Pellicier: i semi sono alati. La pianta arriva ad una altezza di 1 - 5 dm; il ciclo biologico è annuo; la forma biologica è terofita scaposa (T scap); il tipo corologico è Mediterraneo - Atlantico; l'habitat tipico per questa pianta sono le garighe, gli incolti e i pascoli aridi; in Italia è una specie comune e si trova soprattutto lungo le coste del mare Tirreno fino ad una altitudine di 1.000 m s.l.m..

- Gruppo 10B: tutte le foglie sono più o meno uguali fra di loro;

- Gruppo 12A: i fusti sono prostrati; i rami fioriferi sono lunghi più o meno 2 - 8 cm;

- Gruppo 13A: alla fruttificazione i peduncoli sono ripiegati a semicerchio;

- Linaria reflexa (L.) Desf., 1798 - Linajola riflessa. (vedi Gruppo 3A)

- Gruppo 13B: alla fruttificazione i peduncoli sono diritti;

- Gruppo 14A: le infiorescenze sono formate da racemi allungati; la capsula è più piccola del calice; i semi non sono alati;

- Linaria pseudolaxiflora Lojac., 1907 - Linajola maltese: la corolla è lunga 15 - 17 mm. La pianta arriva ad una altezza di 10 - 20 cm; il ciclo biologico è annuo; la forma biologica è terofita scaposa (T scap); il tipo corologico è Endemico; l'habitat tipico per questa pianta sono i vecchi muri e gli incolti aridi; in Italia è una specie rara e si trova nell'areale siciliano fino ad una altitudine di 200 m s.l.m..
- Linaria laxiflora Desf., 1798: la corolla è lunga 18 - 23 mm. La pianta arriva ad una altezza di 1 - 3 dm; il ciclo biologico è annuo; la forma biologica è terofita scaposa (T scap); il tipo corologico è Sud Ovest Mediterraneo; in Italia si trova nell'areale siciliano (da confermare).

- Gruppo 14B: le infiorescenze sono formate da brevi racemi; la capsula è lunga il doppio (e più) del calice; i semi sono alati;

- Linaria alpina (L.) Mill., 1768 - Linajola alpina: la pianta arriva ad una altezza di 2 - 8 cm; il ciclo biologico è perenne; la forma biologica è emicriptofita scaposa (H scap); il tipo corologico è Orofita - Sud Europeo; l'habitat tipico per questa pianta sono i ghiaioni e i macereti su substrato calcareo; in Italia è una specie comune (ma localizzata) e si trova al Nord (Alpi) e al Centro (Appennini) fino ad una altitudine tra 2.000 e 2.800 m s.l.m..

- Gruppo 12B: i fusti sono eretti; i rami fioriferi sono lunghi 10 - 90 cm;

- Gruppo 15A: l'asse dell'infiorescenza è glabro;

- Gruppo 16A: il ciclo biologico delle piante è annuo; le foglie hanno delle forme ovate;

- Linaria triphylla (L.) Mill., 1768 - Linajola trifogliata. (vedi Gruppo 6A)

- Gruppo 16B: il ciclo biologico delle piante è perenne; le foglie hanno delle forme lineari;

- Gruppo 17A: il colore della corolla è bianco striato di viola; lo sperone è lungo 3 - 5 mm;

- Linaria repens (L.) Mill., 1768 - Linajola striata: la pianta arriva ad una altezza di 3 - 7 dm; il ciclo biologico è perenne; la forma biologica è emicriptofita scaposa (H scap); il tipo corologico è Subatlantico; l'habitat tipico per questa pianta sono gli incolti, i sentieri e le massicciate; in Italia è una specie rara e si trova al Nord fino ad una altitudine di 2.000 m s.l.m..

- Gruppo 17B: il colore della corolla è violetto; lo sperone è lungo di 5 mm o più;

- Linaria purpurea (L.) Mill., 1768: la corolla è lunga 9 - 13 mm; lo sperone è lungo 5 mm. (vedi Gruppo 17B)
- Linaria supina Moris & De Not., 1839 - Linajola della Capraia: la corolla è lunga 15 - 17 mm; lo sperone è lungo 8 mm. La pianta arriva ad una altezza di 3 - 7 dm; il ciclo biologico è perenne; la forma biologica è camefita suffruticosa (Ch suffr); il tipo corologico è Endemico; l'habitat tipico per questa pianta sono le rupi marittime e i vecchi muri; in Italia è una specie rara e si trova nell'isola d'Elba e Capraia fino ad una altitudine compresa di 300 m s.l.m..

- Gruppo 15B: l'asse dell'infiorescenza è ricoperto di peli ghiandolari;

- Linaria arvensis (L.) Desf., 1798 - Linajola campestre: la corolla è lunga 4 - 7 mm; lo sperone è ricurvo. La pianta arriva ad una altezza di 1 - 4 dm; il ciclo biologico è annuo; la forma biologica è terofita scaposa (T scap); il tipo corologico è Submediterraneo - Subatlantico; l'habitat tipico per questa pianta sono gli incolti aridi e le colture; in Italia è una specie rara e si trova ovunque fino ad una altitudine di 600 m s.l.m..
- Linaria micrantha (Cav.) Hoffmanns. & Link., 1811 - Linajola minima: la corolla è lunga 2,5 - 4 mm; lo sperone è diritto. La pianta arriva ad una altezza di 5 - 25 cm; il ciclo biologico è annuo; la forma biologica è terofita scaposa (T scap); il tipo corologico è Steno-Mediterraneo; l'habitat tipico per questa pianta sono gli incolti, gli orti e gli oliveti; in Italia è una specie rara e si trova al Sud (compresa la Sardegna) fino ad una altitudine di 500 m s.l.m..

A questo elenco vanno aggiunte le seguenti altre specie:
- Linaria arcusangeli Atzei & Camarda, 1984 - Distribuzione: Sardegna
- Linaria cossonii Barratte, 1897  - Distribuzione: Toscana
- Linaria multicaulis (L.) Mill., 1857 - Distribuzione: Calabria e Sicilia